# Maire de Thèbes
Le maire de Thèbes était un titre officiel depuis le Nouvel Empire.

## Fonctions
Le titulaire de ce titre était durant la XVIIIe dynastie un cadre supérieur de la ville de Thèbes. Il est responsable de la fourniture des temples de Thèbes. À partir de la XIXe dynastie il a gouverne seulement la moitié orientale de la ville, tout en étant subordonné au maire de l'Est.
Ses fonctions comprenaient, entre autres, d'être juge avec les tribunaux formés par les prêtres locaux. Il accompagne le vizir  sur des tournées d'inspection dans la nécropole de la rive ouest.
Il supervise le commandant de district des parties nord et sud de la ville, en plus des tâches de police. Ses subordonnés sont le greffier de district (« scribe de la région administrative de la ville »), qui, depuis l'époque Ramesside, sont deux (de la moitié ouest de la ville). En outre, il y avait un « greffier du maire » et un « maire adjoint » avec d'autres scribes.

## Principaux maires de Thèbes
| Maire          | Dynastie                      | Souverain régnant             | Commentaire                                               | Tombe          | Tombe                       |
| Maire          | Dynastie                      | Souverain régnant             | Commentaire                                               | type           | emplacement                 |
| -------------- | ----------------------------- | ----------------------------- | --------------------------------------------------------- | -------------- | --------------------------- |
| Tétiky         | Nouvel Empire XVIIIe dynastie | Ahmôsis Ier                   |                                                           | Tombe thébaine | Dra Abou el-Naga TT15       |
| Seni           | Nouvel Empire XVIIIe dynastie | Amenhotep Ier à Thoutmôsis II | Promu « vice-roi de Koush » par Thoutmôsis Ier            |                |                             |
| Inéni          | Nouvel Empire XVIIIe dynastie | Thoutmôsis Ier à Hatchepsout  | Architecte de Thoutmôsis Ier                              | Tombe thébaine | Cheikh Abd el-Gournah TT81  |
| Kenamon        | Nouvel Empire XVIIIe dynastie | Hatchepsout                   |                                                           | Tombe thébaine | Cheikh Abd el-Gournah TT93  |
| Sennefer       | Nouvel Empire XVIIIe dynastie | Amenhotep II                  |                                                           | Tombe thébaine | Cheikh Abd el-Gournah TT96  |
| Ptahmosé       | Nouvel Empire XVIIIe dynastie | Amenhotep III                 | Également vizir et grand prêtre d'Amon                    |                |                             |
| Amenemheb      | Nouvel Empire XVIIIe dynastie |                               |                                                           |                |                             |
| Sauser         | Nouvel Empire XVIIIe dynastie |                               |                                                           |                |                             |
| Roy            | Nouvel Empire XVIIIe dynastie |                               |                                                           |                |                             |
| Paser          | Nouvel Empire XIXe dynastie   | Ramsès II                     | Vizir de Ramsès Ier, Séthi Ier et Ramsès II               | Tombe thébaine | Cheikh Abd el-Gournah TT106 |
| Hounéfer       | Nouvel Empire XIXe dynastie   | Ramsès II / Mérenptah         |                                                           | Tombe thébaine | Cheikh Abd el-Gournah TT385 |
| Amenemhat      | Nouvel Empire XIXe dynastie   |                               |                                                           |                |                             |
| May            | Nouvel Empire XIXe dynastie   |                               |                                                           | Tombe thébaine | Cheikh Abd el-Gournah TT130 |
| Néfermenou     | Nouvel Empire XIXe dynastie   |                               |                                                           |                |                             |
| Nebneheh       | Nouvel Empire XXe dynastie    |                               |                                                           |                |                             |
| Paser          | Nouvel Empire XXe dynastie    | Ramsès III                    |                                                           |                |                             |
| Amenmosé       | Nouvel Empire XXe dynastie    | Ramsès IV                     | Grand prêtre d'Amon ; successeur de son frère Paser       |                |                             |
| Paser          | Nouvel Empire XXe dynastie    | Ramsès IX                     | Successeur de son père Amenmosé                           |                |                             |
| Nesi Amenemope | Nouvel Empire XXe dynastie    | Ramsès XI                     |                                                           |                |                             |
| Basa           | Basse époque XXVIIIe dynastie | Psammétique Ier               | Chambellan de Min                                         | Tombe thébaine | El-Assasif TT389            |
| Pabasa         | Basse époque XXVIIIe dynastie | Psammétique Ier               | Chef régisseur de Nitocris Ire (divine adoratrice d'Amon) | Tombe thébaine | El-Assasif TT279            |
| Padiamon       | Basse époque XXVIIIe dynastie | Psammétique Ier               |                                                           |                |                             |
| Pathenfy       | Basse époque XXVIIIe dynastie | Psammétique Ier               |                                                           | Tombe thébaine | Cheikh Abd el-Gournah TT128 |
| Nesptah        | Basse époque XXVIIIe dynastie | Psammétique Ier               | Fils de Montouemhat                                       |                |                             |
| Rêemmaacherou  | Basse époque XXVIIIe dynastie | Psammétique Ier               |                                                           |                |                             |
| Ramosé         | Basse époque XXVIIIe dynastie | Psammétique Ier               |                                                           |                |                             |
| Chonsirdes     | Basse époque XXVIIIe dynastie | Psammétique Ier               |                                                           |                |                             |
| Padihorresnet  | Basse époque XXVIIIe dynastie | Psammétique Ier et Nékao II   |                                                           |                |                             |